# Dálnice A5 (Rakousko)
Dálnice A5 (německy Autobahn A5 nebo Nord/Weinviertel Autobahn, dříve Nord Autobahn) je dálnice v Rakousku. Z plánované délky 57,5 km bylo dosud dokončeno 48,5 km a dalších 5 km v polovičním dvoupruhovém profilu. Dálnice začíná na severním okraji Vídně (křižovatka Eibesbrunn), kde se odděluje od městského obchvatu S1, a vede severním směrem do Poysbrunnu, odkud pokračuje silnice B7 k Drasenhofenu. Kolem této obce byl postaven dálniční obchvat v polovičním profilu, který končí před hranicemi s Českou republikou. Celkem chybí 4 kilometry dálnice a dostavba plného profilu dvoupruhového obchvatu Drasenhofenu. Na hranicích s ČR se má dálnice A5 napojit na připravovanou dálnici D52, čímž bude dokončeno dálniční spojení mezi Vídní a Brnem.
Jako první byla dne 31. ledna 2010 otevřena jižní část dálnice o délce 23,5 km mezi Eibesbrunnem a Schrickem. Následně byl 8. prosince 2017 zprovozněn úsek Schrick – Poysbrunn o délce 25 km. Ze zbývajícího úseku Poysbrunn – státní hranice ČR byl přednostně stavěn dvoupruhový obchvat Drasenhofenu v polovičním profilu, jenž byl otevřen 8. září 2019. Jeho dostavba na čtyřpruh a realizace zbytku úseku má být provedena až v souvislosti se stavbou české D52.

## Dálniční křižovatky
- Eibesbrunn (km 0) – rychlostní silnice S1 (E461)